# Palacio de Justicia del Condado de Gogebic
El Palacio de Justicia del Condado de Gogebic (en inglés Gogebic County Courthouse) es un edificio gubernamental ubicado en calle North Moore en Bessemer, una ciudad del estado de Míchigan (Estados Unidos). Fue incluido en el Registro Nacional de Lugares Históricos en 1981  y designado Sitio Histórico del Estado de Míchigan en 1971.

## Historia
El condado de Gogebic se separó del condado de Ontonagon en 1887. El condado inmediatamente comenzó a trabajar en un juzgado, una cárcel y la oficina del alguacil. Los edificios fueron diseñados por la firma Charlton y Kuenzli, y construidos en 1888 por 50 000 dólares por el contratista Herman Gundlach.
El palacio de justicia se amplió en 1915. En 1974, la cárcel original y la oficina del alguacil fueron demolidas y reemplazadas, y se construyó una torre de ascensor y un anexo al palacio de justicia.

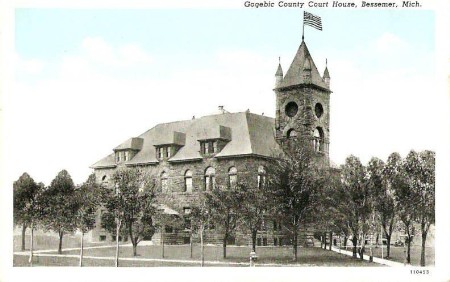
Palacio de justicia del condado de Gogebic, c. 1920

## Significado
El Palacio de Justicia del Condado de Gogebic simboliza el esfuerzo cooperativo de individuos, industrias y trabajadores calificados en el área de Bessemer para construir un edificio finamente diseñado. Es un hito regional, construido cuando el condado de Gogebic era un área minera en auge, y refleja la prosperidad económica de la época y el entusiasmo de los residentes del condado en un momento en que el condado de Gogebic era una entidad política de nueva creación.

## Descripción
El Palacio de Justicia del Condado de Gogebic es un neorrománico rectangular de piedra arenisca roja, de dos pisos de altura con un sótano completo. Tiene techo a cuatro aguas y torre cuadrada de cuatro pisos en la fachada frontal. La entrada es a través de una entrada de arco de medio punto tallada en la base de la torre. Más arriba de la torre hay ventanas rectangulares con travesaños, rodeadas de piedra tallada, y una ventana de ojo de buey. Una cornisa dentadura recorre la línea del techo del edificio.